# The Trial of the Chicago 7
The Trial of the Chicago 7 ist ein dramatischer Spielfilm von Aaron Sorkin, der am 16. Oktober 2020 bei Netflix erschien und von den Chicago Seven erzählt, gegen die 1969 ein Prozess wegen Verschwörung und Aufhetzung angestrengt wurde. Im Rahmen der Oscarverleihung 2021 erhielt der Film in sechs Kategorien eine Nominierung, so als bester Film und für das beste Originaldrehbuch.

## Handlung
Ohne sich persönlich zu kennen und mit unterschiedlichen Beweggründen, aber mit einem gemeinsamen Ziel begeben sich im Jahr 1968 acht Männer nach Chicago, um an Großdemonstrationen gegen den Vietnamkrieg anlässlich des Parteitags der Demokratischen Partei teilzunehmen. Tom Hayden und Rennie Davis sind Mitglieder der Students for a Democratic Society. Der Pazifist Dave Dellinger ist Mitglied von MOBE, dem Nationalen Mobilisierungskomitee zur Beendigung des Krieges in Vietnam. Abbie Hoffman und Jerry Rubin sind Mitglieder der Youth International Party oder Yippies. Lee Weiner sowie John Froines sind nach Chicago gekommen, um für ihre Ideale einzutreten, und Bobby Seale von den Black Panthers kommt nur wenige Stunden zu den Demonstrationen, um hier eine Rede zu halten.
Eigentlich sollen die von der Hippie-Kultur geprägten Demonstrationen rund um den Parteitag friedlich ablaufen. Doch aufgrund des Vorgehens der Polizei, die eine Ausgangssperre verhängt, eskaliert die Veranstaltung. Es kommt fünf Tage und Nächte lang zu Krawallen, bei denen Hunderte Menschen, teils Demonstranten, teils aber auch Journalisten, die über die Vorfälle berichten wollen, durch Tränengas und die von den Polizisten eingesetzten Schlagstöcke verletzt werden.
Monate später finden sich sieben der Männer, die eigentlich mit friedlichen Mitteln gegen den Einsatz von US-Soldaten im Vietnamkrieg demonstrieren wollten, vor Gericht wieder, ebenso auch Bobby Seale. Der von Präsident Richard Nixon neu eingesetzte Justizminister John Mitchell sieht in ihnen die vermeintlichen Rädelsführer der Unruhen. Während Mitchell für den Fall Richard Schultz und Thomas Foran beauftragt hat, werden die sieben Männer vor Gericht von den Bürgerrechtsanwälten William Kunstler und Leonard Weinglass vertreten.
Es zeigt sich bald, dass der vorsitzende Richter Julius Hoffman voreingenommen ist. Bobby Seales Antrag, den Prozess zu vertagen, da sein Anwalt erkrankt ist, wird abgelehnt, ebenso sein späterer Antrag, sich selbst verteidigen zu dürfen. Eine Verteidigung durch Kunstler lehnt er ab. Als er immer wieder zu sprechen versucht, lässt ihn der Richter schließlich von Wachtmeistern abführen, die ihn zusammenschlagen und gefesselt und geknebelt wieder in den Saal bringen. Schultz beantragt daraufhin die Abtrennung und Einstellung des Verfahrens gegen ihn als fehlerhaft. Der Richter muss dem stattgeben. Die Angeklagten verweigern Hoffmann, sich bei dessen Abgang zu erheben, außer Hayden, der reflexartig aufsteht.
Kunstler ruft den ehemaligen Justizminister Ramsey Clark in den Zeugenstand, dessen Vernehmung der Richter nur ohne Anwesenheit der Geschworenen gestattet. Clark sagt aus, eine Untersuchung seines seinerzeitigen Ministeriums sei zu der Auffassung gelangt, dass nicht die Demonstranten, sondern die Polizei die Ausschreitungen zu verantworten hatte. Eine Anklageerhebung sei daher seinerzeit abgelehnt worden. Der Richter gibt dem Einwand des Staatsanwaltes statt, wonach es nur auf die Sichtweise des jetzigen Ministeriums ankomme, und entlässt den Zeugen, ohne die Jury zu informieren.
Schließlich werden fünf der sieben Angeklagten schuldig gesprochen. Hayden wird es gestattet, vor Verkündung des Strafmaßes eine Erklärung abzugeben. Er verliest unter Protest des Richters die Namen der über 4.752 US-amerikanischen Soldaten, die seit Prozessbeginn in Vietnam gefallen sind. Während einige Zuschauer den Gerichtssaal verlassen, erheben sich andere mit den Angeklagten aus Respekt vor den Gefallenen. Schließlich erhebt sich auch Schultz.

## Produktion

### Entwicklung und Stab
Aaron Sorkin, der Regie führte, hatte bereits im Jahr 2007 das Drehbuch geschrieben, das vom Prozess gegen die Chicago Seven handelt. Ursprünglich wollte Steven Spielberg Regie führen. Nach einem Streik der Writers Guild of America, der im November 2007 begann und 100 Tage dauerte, wurde das Projekt ausgesetzt. Im Oktober 2018 wurde Sorkin als neuer Regisseur bekannt gegeben. Im Dezember 2018 wurde der Film aus Budgetgründen abermals ausgesetzt, bis Paramount Pictures schließlich die Vertriebsrechte erwarb.
Es handelt sich nach Molly’s Game – Alles auf eine Karte um den zweiten Film, bei dem Sorkin Regie führte. Er konzentriert sich dabei wieder auf die für ihn typischen männlichen Haupt- und Alpha-Figuren, so Kathrin Häger vom Filmdienst. Als Drehbuchautor hatte Sorkin schon immer ein Herz für die Underdogs, die er mit großer Schlagfertigkeit ausstattete, so den Baseball-Teammanager Billy Beane in Moneyball, Mark Zuckerberg in The Social Network, Apple-Mitgründer Steve Jobs oder die Akteure in Der Krieg des Charlie Wilson. Für seine Drehbücher fürs Fernsehen begab sich Sorkin in die Zentren der Macht, so in der White-House-Serie The West Wing oder in The Newsroom.

### Besetzung, Synchronisation und Dreharbeiten
| Rolle                  | Darsteller            | Synchronsprecher   |
| ---------------------- | --------------------- | ------------------ |
| William Kunstler       | Mark Rylance          | Frank Röth         |
| Tom Hayden             | Eddie Redmayne        | Timmo Niesner      |
| Abbie Hoffman          | Sacha Baron Cohen     | Markus Pfeiffer    |
| Richter Julius Hoffman | Frank Langella        | Hans Bayer         |
| Richard Schultz        | Joseph Gordon-Levitt  | Robin Kahnmeyer    |
| Jerry Rubin            | Jeremy Strong         | Marius Clarén      |
| Bobby Seale            | Yahya Abdul-Mateen II | Jan-David Rönfeldt |
| Daphne O’Conner        | Caitlin Fitzgerald    | Susanne Geier      |
| John N. Mitchell       | John Doman            | Kaspar Eichel      |
| Leonard Weinglass      | Ben Shenkman          | Jaron Löwenberg    |
| Ramsey Clark           | Michael Keaton        | Joachim Tennstedt  |
| Rennie Davis           | Alex Sharp            | Sebastian Fitzner  |
| Tom Foran              | J. C. MacKenzie       | Oliver Siebeck     |

In den Rollen der Chicago Seven sind zu sehen Sacha Baron Cohen als Abbie Hoffman, Eddie Redmayne als Tom Hayden, Alex Sharp als Rennie Davis, Jeremy Strong als Jerry Rubin, Noah Robbins als Lee Weiner, Daniel Flaherty als John Froines und John Carroll Lynch als David Dellinger.
Yahya Abdul-Mateen II und Kelvin Harrison Jr. spielen die US-amerikanischen Bürgerrechtler und Mitbegründer beziehungsweise Aktivisten der Black Panther Party Fred Hampton und Bobby Seale. Mark Rylance übernahm die Rolle von William Kunstler, der in den 1960er und 1970er Jahren der bekannteste Bürgerrechtsanwalt in den USA war. Michael Keaton spielt Ramsey Clark, der von 1967 bis 1969 unter Präsident Lyndon B. Johnson der 66. Justizminister war. John Doman spielt dessen Nachfolger John N. Mitchell, der Richard Nixons Wahlkampfmanager war. Der von Ben Shenkman gespielte Leonard Weinglass war ein US-amerikanischer Straf- und Verfassungsrechtler. In weiteren Rollen sind Joseph Gordon-Levitt als Richard Schultz, Max Adler als Stan Wojohowski und Wayne Duvall als Detective Paul DeLuca zu sehen.
Die deutsche Synchronisation entstand nach einem Dialogbuch und der Dialogregie von Pierre Peters-Arnolds im Auftrag der Christa Kistner Synchronproduktion GmbH, Berlin.
Gedreht wurde ab Oktober 2019 in und um Chicago und New Jersey, so in Morris County, wo Aufnahmen in der Hennessy Hall, bekannt als „The Mansion“, erfolgten, auf dem Florham Campus der Fairleigh Dickinson University und in der Hyland Hall in Chicago. Weitere Aufnahmen entstanden in Santa Maria am College of Saint Elizabeth. Als Kameramann fungierte Phedon Papamichael, der für Nebraska eine Oscar-Nominierung erhielt und zuletzt mit James Mangold am Film Le Mans 66 – Gegen jede Chance arbeitete.

### Filmmusik und Veröffentlichung

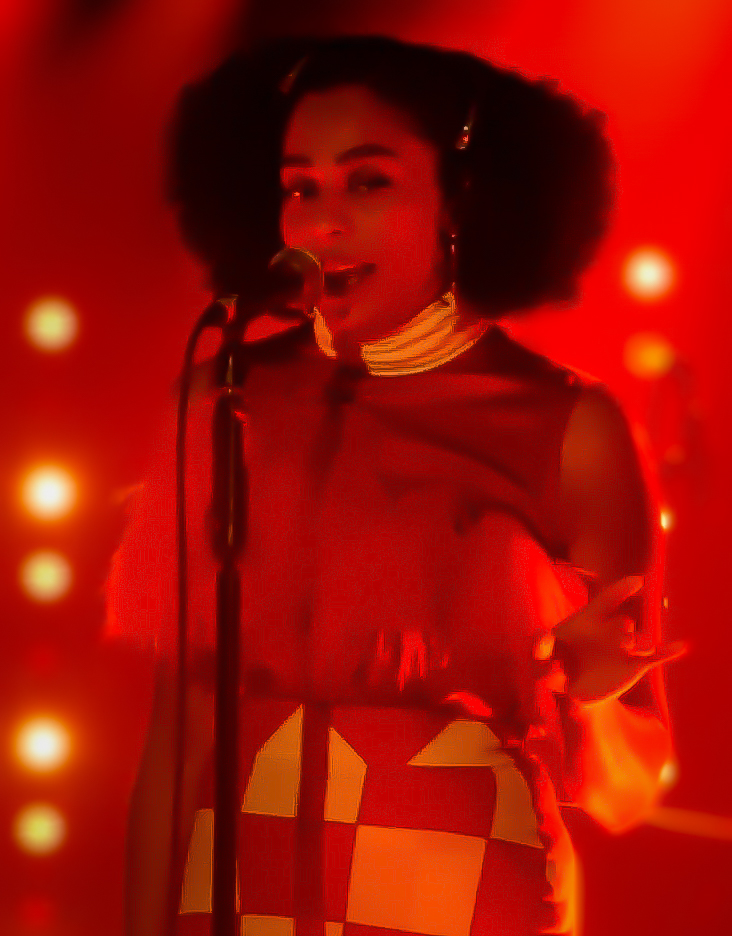
Die britische Singer-Songwriterin Celeste war an drei Songs beteiligt

Die Filmmusik komponierte Daniel Pemberton. Das Soundtrack-Album mit insgesamt 17 Musikstücken wurde am 16. Oktober 2020 von Varese Sarabande als Download veröffentlicht. Eine Veröffentlichung auf CD erfolgte am 20. November 2020. Als vorletztes Stück auf dem Soundtrack-Album enthalten ist Hear My Voice, gesungen und mitgeschrieben von der britischen Singer-Songwriterin Celeste und während des Abspann des Films zu hören, das von Polydor Records am 8. Oktober 2020 vorab als Download veröffentlicht wurde. Zeitgleich wurde ein Video zu Hear My Voice veröffentlicht. Im Februar 2021 wurde Hear My Voice als einer von 15 Songs in eine Vorauswahl der Academy of Motion Picture Arts and Sciences für die Oscarverleihung 2021 aufgenommen.
Mitte September 2020 wurde der erste Trailer vorgestellt. Der Film sollte ursprünglich am 25. September 2020 in ausgewählte US-Kinos kommen und am 16. Oktober 2020 landesweit starten. Aufgrund der COVID-19-Pandemie wurden die Filmrechte an Netflix für 56 Millionen US-Dollar verkauft. Nach einem limitierten Kinostart in den USA am 25. September 2020 erschien der Film am 16. Oktober 2020 und damit noch vor der Präsidentschaftswahl in den Vereinigten Staaten 2020 im November bei dem Streaminganbieter. Neben der Veröffentlichung bei Netflix wird der Film ab 1. Oktober 2020 in ausgewählten deutschen Kinos gezeigt, ebenso in der Schweiz. In Österreich startete der Film am 2. Oktober 2020 in ausgewählten Kinos.
Am 19. Februar 2021 lud Netflix den Film für 48 Stunden frei verfügbar auf YouTube hoch.

## Rezeption

### Altersfreigabe
In den USA erhielt der Film von der MPAA ein R-Rating, was einer Freigabe ab 17 Jahren entspricht. In Deutschland wurde der Film von der FSK ab 16 Jahren freigegeben. In der Freigabebegründung heißt es, der Film sei in erster Linie ein Gerichtsdrama, das seine Dramatik vor allem aus den Dialogen bezieht. Vereinzelt gebe es jedoch Szenen teils drastischer Gewalt, insbesondere bei den Auseinandersetzungen zwischen Polizei und Demonstranten. Dabei werden auch Minderjährige Opfer von Gewalt und Einschüchterung. Diese Szenen seien emotional intensiv, würden aber nicht reißerisch ausgespielt, zudem würden die Gewalthandlungen in keiner Weise verherrlicht, sondern kritisiert.

### Kritiken
Der Film wurde von 90 Prozent aller bei Rotten Tomatoes erfassten Kritiker positiv bewertet und erreichte hierbei eine durchschnittliche Bewertung von 7,8 der möglichen 10 Punkte. Bei Metacritic erhielt der Film einen Metascore von 76 von 100 möglichen Punkten. Durch die Bank weg wurde dabei hervorgehoben, der Film sei hervorragend besetzt.
Eric Kohn von IndieWire hebt dabei Sacha Baron Cohen hervor, der seinen Kollegen die Show stehle und einen ansonsten bühnenhaft wirkenden Film in etwas weitaus Überzeugenderes verwandele. Da er in der Rolle von Abbie Hoffman wie auch Jerry Rubin, gespielt von Jeremy Strong, von Anfang an wusste, dass sie „verarscht werden“, versuchten sie den Gerichtssaal zum Lachen zu bringen. Den Regisseur Aaron Sorkin nennt Kohn den amtierenden Maestro des Gerichtsfilms, der die Regeln dieses Spiels kenne, das er wie ein Profi spiele. Er sei sich des Potenzials dieser Materie bewusst gewesen, habe sich in diese eingelebt, und der genutzte wortreiche Schreibstil passe zu ihm.
Stephanie Zacharek vom Magazin Time schreibt, The Trial of the Chicago 7 sei so flott wie andere Filme, für die Sorkin die Drehbücher schrieb, so Moneyball (2011) und Der Krieg des Charlie Wilson (2007), aber auch so scharfsinnig wie The Social Network (2010). Das Beste jedoch sei, dass er aus jedem einzelnen Schauspieler in dieser riesigen Besetzung das Beste herausholt, was dieser zu bieten hat. Jeder Charakter werde mit lupenreiner Klarheit dargestellt, und selbst das langsam aufkeimende Misstrauen zwischen bestimmten Mitgliedern der Gruppe wie die Verachtung des Intellektuellen Abbie Hoffman für die „Hayden-Shows“ sei fest in den Stoff des Films eingewoben: „Jedes Detail ist am Ende von Bedeutung“.
Kathrin Häger schreibt in ihrer Kritik für den Filmdienst, so unterschiedlich Hoffman und Hayden als diese beiden Wortführer der Rebellion auch seien, in der gegenseitigen, abwertenden Unterschätzung glichen sie sich. Gewohnt stark erweise sich Sorkin im Etablieren einer eingeschworenen Gemeinschaft, deren Mitglieder sich untereinander kabbeln, während sie sich gegen den immensen Druck von außen wappnen: „Rasanter Aufstieg, tiefer Fall – und dann die umso größere Katharsis.“ Sorkin gelinge es auch, die Anschlusspunkte zwischen dem Hier und Jetzt mit der Friedens- und Bürgerrechtsbewegung von damals zu verknüpfen, und im Grunde sei der Film „zutiefst patriotisch, aber im positiven und die Gesellschaft befriedenden Sinne.“
Roger-Ebert-Kritiker Brian Tallerico bemerkt, der Zeitpunkt der Veröffentlichung des Films, da die Gesetze gegen Protestbewegungen in den USA an Bedeutung gewinnen und eine der wichtigsten Wahlen in der Geschichte des Landes am Horizont steht, sei kein Zufall. Sorkin und Netflix hätten die Aktualität ihres Projekts verstanden. Der Film solle zu Gesprächen darüber führen, wie weit man seit den Unruhen von 1968 und dem anschließenden Prozess gegen die Männer in Chicago gekommen sei, denen vorgeworfen wird, sie hätten sich verschworen, um Gewalt auf den Straßen zu provozieren. Dennoch findet Tallerico den Film zu poliert: „es gibt keinen Schmutz unter den Fingernägeln, selbst nicht bei Jerry und Abbie.“ Hierdurch habe der Film nicht die emotionale Wirkung, die er haben sollte.

### Auszeichnungen (Auswahl)
Vom American Film Institute wird The Trial of the Chicago 7 zu einem der zehn „Movies of the Year 2020“ gezählt. Der Film befindet sich auch in der Vorauswahl für die British Academy Film Awards 2021. Im Folgenden eine Auswahl weiterer Nominierungen und Auszeichnungen.
AACTA International Awards 2021
- Auszeichnung für das Beste Drehbuch (Aaron Sorkin)
- Auszeichnung als Bester Nebendarsteller (Sacha Baron Cohen)
- Nominierung als Bester Film
- Nominierung für die Beste Regie (Aaron Sorkin)
- Nominierung als Bester Nebendarsteller (Mark Rylance)[42]

Alliance of Women Film Journalists Awards 2020
- Nominierung als Bester Film
- Nominierung für die Beste Regie (Aaron Sorkin)
- Nominierung als Bester Nebendarsteller (Sacha Baron Cohen)
- Nominierung für das Beste Originaldrehbuch (Aaron Sorkin)
- Nominierung für den Besten Filmschnitt (Alan Baumgarten)
- Auszeichnung als Bester Casting Director (Francine Maisler)[43][44]

American Society of Cinematographers Awards 2021
- Nominierung für die Beste Kamera (Phedon Papamichael)[45]

Art Directors Guild Awards 2021
- Nominierung in der Kategorie Period Film (Shane Valentino)[46]

Artios Awards 2021
- Auszeichnung in der Kategorie Big Budget – Filmdrama[47]

Black Reel Awards 2021
- Nominierung als Bester Nachwuchsdarsteller (Yahya Abdul-Mateen II)[48]

British Academy Film Awards 2021
- Nominierung als Bester Film
- Nominierung für das Beste Originaldrehbuch (Aaron Sorkin)
- Nominierung für den Besten Schnitt (Alan Baumgarten)[49]

Chicago Film Critics Association Awards 2020
- Nominierung für das Beste Originaldrehbuch (Aaron Sorkin)
- Nominierung für den Besten Schnitt (Alan Baumgarten)[50]

Critics’ Choice Movie Awards 2021
- Auszeichnung als Bestes Schauspielensemble
- Auszeichnung für den Besten Schnitt (Alan Baumgarten)
- Nominierung als Bester Film
- Nominierung für die Beste Regie (Aaron Sorkin)
- Nominierung für das Beste Originaldrehbuch (Aaron Sorkin)
- Nominierung als Bester Nebendarsteller (Sacha Baron Cohen)[51]

Directors Guild of America Awards 2021
- Nominierung für die Beste Spielfilmregie (Aaron Sorkin)[52]

Eddie Awards 2021
- Auszeichnung für den Besten Schnitt in einem Filmdrama (Alan Baumgarten)[53]

Golden Globe Awards 2021
- Auszeichnung für das Beste Drehbuch (Aaron Sorkin)[54]
- Nominierung als Bester Film
- Nominierung für die Beste Regie (Aaron Sorkin)
- Nominierung als Bester Nebendarsteller (Sacha Baron Cohen)
- Nominierung als Bester Filmsong („Hear My Voice“)

Golden Reel Awards 2021
- Auszeichnung für den Besten Tonschnitt in Dialogen
- Nominierung für den Besten Tonschnitt beim Underscoring[55][56]

London Critics’ Circle Film Awards 2021
- Nominierung für das Beste Drehbuch (Aaron Sorkin)
- Nominierung als Bester Nebendarsteller (Sacha Baron Cohen)
- Nominierung als Bester britischer Darsteller (Sacha Baron Cohen, auch für Borat Anschluss Moviefilm)[57]

MTV Movie & TV Awards 2021
- Nominierung für die Beste Schauspielleistung in einem Film (Sacha Baron Cohen)[58]

Online Film Critics Society Awards 2021
- Nominierung als Bester Film
- Nominierung als Bester Nebendarsteller (Sacha Baron Cohen)
- Nominierung für das Beste Originaldrehbuch (Aaron Sorkin)
- Nominierung für den Besten Schnitt (Alan Baumgarten)[59]

Oscarverleihung 2021
- Nominierung als Bester Film (Stuart M. Besser, Matt Jackson, Marc Platt und Tyler Thompson)
- Nominierung für das Beste Originaldrehbuch (Aaron Sorkin)
- Nominierung als Bester Nebendarsteller (Sacha Baron Cohen)
- Nominierung für die Beste Kamera (Phedon Papamichael)
- Nominierung für den Besten Schnitt (Alan Baumgarten)
- Nominierung als Bester Filmsong („Hear My Voice“, Daniel Pemberton und Celeste)

Palm Springs International Film Festival 2021
- Auszeichnung mit dem „Vanguard Award“[60]

Producers Guild of America Awards 2021
- Nominierung als Bester Kinofilm (Marc Platt & Stuart Besser)[61]

San Francisco Film Awards 2020
- Auszeichnung mit dem Kanbar Award for Storytelling (Aaron Sorkin)[62]

Satellite Awards 2020
- Auszeichnung als Bestes Schauspielensemble
- Auszeichnung für den Besten Filmschnitt (Alan Baumgarten)
- Nominierung als Bester Film – Drama
- Nominierung für die Beste Regie (Aaron Sorkin)
- Nominierung für das Beste Originaldrehbuch (Aaron Sorkin)
- Nominierung als Bester Nebendarsteller (Sacha Baron Cohen)
- Nominierung für den Besten Filmsong („Hear My Voice“ – Daniel Pemberton & Celeste Waite)

Screen Actors Guild Awards 2021
- Auszeichnung für das Beste Schauspielensemble
- Nominierung als Bester Nebendarsteller (Sacha Baron Cohen)
- Nominierung für das Beste Stuntensemble

Writers Guild of America Awards 2021
- Nominierung für das Beste Originaldrehbuch (Aaron Sorkin)[63]